# Ulisse Di Giacomo
(Ulisse Di Giacomo in riferimento alla decadenza di Silvio Berlusconi da senatore in seguito alla condanna del processo Mediaset, 4 ottobre 2013)
Ulisse Di Giacomo (Carovilli, 1º ottobre 1950) è un politico italiano, ex assessore alla sanità regione Molise della terza giunta di Angelo Michele Iorio.

## Biografia
Medico chirurgo, è specialista in cardiologia.

## Attività politica
Inizia la propria carriera politica nelle file del Partito Socialista Italiano, ricoprendo la carica di consigliere comunale di Isernia dal 1985 al 1998. Alle elezioni politiche del 1992 è candidato alla Camera dei Deputati nella circoscrizione Campobasso-Isernia, dove con 1.979 preferenze è il primo dei non eletti del PSI. Con la dissoluzione del PSI aderisce a Forza Italia. 
Ricopre la carica di assessore regionale alla Sanità del Molise dal novembre 2006 al giugno 2008 nella giunta di centrodestra presieduta da Angelo Michele Iorio, dimettendosi poi in quanto eletto senatore nella circoscrizione Molise per il Popolo della Libertà alle elezioni politiche del 2008. Durante la XVI legislatura è componente della Commissione Sanità. In questo periodo è stato coordinatore regionale del Popolo della Libertà.

### Ritorno in Senato per la decadenza di Berlusconi
Alle elezioni politiche del 2013 risulta il primo dei non eletti del Popolo della Libertà nella circoscrizione Molise dietro a Silvio Berlusconi che, proprio come nel 2008, opta proprio per il seggio parlamentare in Molise.
Il 4 ottobre 2013, durante l'audizione alla Giunta delle elezioni e delle immunità parlamentari del Senato presieduta da Dario Stefano, attraverso il suo legale si è dichiarato favorevole alla decadenza di Silvio Berlusconi come senatore in seguito alla sentenza in giudicato sul processo Mediaset per "mancanza dei requisiti morali previsti dalla costituzione", pur riconoscendolo "padre nobile" del centrodestra, inoltre si dichiara vicino alle posizioni di Angelino Alfano, a differenza della posizione del Popolo della Libertà contro la sua decadenza da senatore.
Dal 27 novembre 2013 in seguito alla decadenza di Silvio Berlusconi, convalidata dal Senato della Repubblica per effetto del decreto legislativo n. 235 del 31 dicembre 2012 ("Legge Severino"), subentra come senatore in quanto primo dei non eletti del collegio di appartenenza. Nel 2013, a seguito della scissione del PdL, ha aderito al Nuovo Centrodestra, formazione guidata da Angelino Alfano, che a inizio 2017 confluisce in Alternativa Popolare. Tuttavia, il 25 maggio 2017 assieme a Giovanni Bilardi abbandona AP e passa all'opposizione del Governo Gentiloni, aderendo come indipendente al neonato gruppo parlamentare di centro-destra "Federazione della Libertà (IDeA-Popolo e Libertà, PLI)". Termina il mandato parlamentare nel 2018.